# Scontri sino-indiani del 2020-2021
Gli scontri militari tra Cina e India del 2020-2021 fanno parte di una situazione di stallo militare in corso tra Cina e India. Dal 5 maggio 2020, le truppe cinesi e indiane si sono impegnate in attacchi ravvicinati, scontri e scaramucce in località lungo il confine sino-indiano, incluso vicino al conteso lago Pangong nel Ladakh e nella regione autonoma del Tibet, e vicino al confine tra Sikkim e la regione autonoma del Tibet. Ulteriori scontri hanno avuto luogo anche in località nel Ladakh orientale lungo la linea di controllo effettivo (LAC).
Entro il 27 giugno, è stato riferito che i cinesi hanno aumentato la presenza militare sia sulla sponda settentrionale che su quella meridionale del Pangong Tso, hanno rafforzato le loro posizioni vicino al Finger 4 (contrariamente a quello che era lo status quo in aprile) e avevano persino iniziato la costruzione di un eliporto e un bunker.
Sfondo
Il confine tra Cina e India è conteso in più località. Non esiste "nessuna mappa disponibile al pubblico che rappresenti la versione indiana del LAC" e le mappe del Survey of India sono l'unica prova del confine ufficiale dell'India. La versione cinese della LAC consiste principalmente di rivendicazioni nella regione del Ladakh, ma la Cina rivendica anche l'Arunachal Pradesh nel nord-est dell'India.
Cina e India avevano precedentemente combattuto per il confine nel 1962 e nel 1967, con la Cina che aveva ottenuto la vittoria nella prima e l'India nella seconda. 
Dagli anni '80 si sono svolti oltre 50 cicli di colloqui tra i due Paesi relativi a queste questioni relative ai confini. Solo l'1-2% degli incidenti alle frontiere tra il 2010 e il 2014 ha ricevuto una qualche forma di copertura mediatica. Nel 2019, l'India ha segnalato oltre 660 violazioni della LAC e 108 violazioni aeree da parte dell'Esercito Popolare di Liberazione, un numero significativamente superiore rispetto al numero di incidenti nel 2018. Nonostante le controversie, le scaramucce e le situazioni di stallo, nessuna incidenza da oltre 50 anni si registravano spari tra i due Paesi lungo il confine, a causa di un accordo tra entrambe le parti secondo cui non si dovevano usare armi da fuoco;
è cambiata il 7 settembre 2020, quando sono stati sparati colpi di avvertimento.
Durante la visita di Xi Jinping a Nuova Delhi nel settembre 2014, il primo ministro indiano Narendra Modi ha discusso la questione dei confini e ha sollecitato la sua controparte a trovare una soluzione. Da quando Modi è diventato primo ministro nel 2014 fino alla situazione di stallo del 2020, Modi e Xi si sono incontrati 18 volte, comprese quelle a margine dei vertici e cinque visite in Cina. Tuttavia, nel 2017, Cina e India sono state coinvolte in un grave stallo a Doklam durato 73 giorni. Il 3 gennaio 2018, Xi Jinping, in qualità di presidente della Commissione militare centrale, ha emesso il primo ordine di mobilitazione per l'addestramento. Questa era la prima volta che le istruzioni di addestramento militare venivano impartite direttamente dal presidente della Commissione militare centrale. Successivamente, le forze dell'EPL hanno mobilitato la formazione sulla base dell'ordine.
Un maggiore generale in pensione dell'EPL ha spiegato che, migliorare la prontezza al combattimento è ora una missione strategica per l'Esercito cinese. La Cina non può copiare le misure degli Stati Uniti per migliorare la capacità di combattimento attraverso combattimenti reali all'estero poiché la sua politica di difesa nazionale è difensiva piuttosto che offensiva. Pertanto, l'addestramento militare diventa estremamente importante per la Cina. Da allora la Cina ha aumentato la sua presenza militare nell'altopiano tibetano. La Cina ha anche aumentato la sua presenza nei confronti dei vicini dell'India: Nepal, Sri Lanka e Pakistan; quindi, dall'India che ha il monopolio nella regione, la Cina sta ora ponendo una sfida diretta all'influenza di Nuova Delhi nell'Asia meridionale.